# Весёлое (Шевченковский район)
Веселое (укр. Веселе) — село,
Петропольский сельский совет,
Шевченковский район,
Харьковская область.
Село ликвидировано в ? году.

## Географическое положение
Село Веселое находится берегу безымянной пересыхающей речушки, которая через 3 км впадает в реку Волосская Балаклейка.
Выше по течению на расстоянии в 1,5 км расположено село Алексеевка,
ниже по течению на расстоянии в 2 км расположено село Бригадировка (Балаклейский район).
Село вытянуто вдоль реки на 4 км.

## История
- ? — село ликвидировано.